# Adam Myślicki
Adam Myślicki (ur. 1932, zm. 2013) – polski fizyk, specjalizujący się w fizyce teoretycznej, mechanice kwantowej procesów optymalnych; nauczyciel akademicki, związany z Wyższą Szkołą Pedagogiczną w Opolu.

## Życiorys
Urodził się w 1932 roku w okolicach Trembowli, na terenie ówczesnego województwa tarnopolskiego. Wychowywał się w środowisku polsko-ukraińskim. Po zakończeniu II wojny światowej uciekł wraz z rodziną przed prześladowaniami ze strony Ukraińskiej Powstańczej Armii na tzw. Ziemie Odzyskane do Żar, gdzie ukończył gimnazjum. W okresie tym zaprzyjaźnił się z Janem Mozrzymasem, późniejszym rektorem Uniwersytetu Wrocławskiego. Obaj wybrali się na studia fizyczne na tę uczelnię, gdzie zdobywali wykształcenie u boku prof. Jana Rzewuskiego oraz prof. Jana Mycielskiego.
W 1956 roku nakazem pracy został skierowany do Wyższej Szkoły Pedagogicznej w Opolu. W 1968 r. mianowany docentem. Tam pełnił kolejno funkcję: dziekana Wydziału Matematyki, Fizyki i Chemii (1968–1972), dyrektora Instytutu Fizyki (1972-1975) oraz kierownika Zakładu Fizyki Teoretycznej.
Jest autorem 47 publikacji, w tym 2 monografii. Do najważniejszych rezultatów jego badań należy zaliczyć odkrycie kwantu czasu w procesach optymalnych. Był pierwszym dziekanem Wydziału Matematyki, Fizyki i Chemii oraz pierwszym dyrektorem Instytutu Fizyki mieszkającym na stałe w Opolu. W dziale organizacyjnym uczelni położył bezsprzeczne zasługi w rozwoju kierunków technicznych. Dzięki przyjaźni z ówczesnym sekretarzem KW PZPR w Opolu Augustynem Wajdą pozyskał dla opolskiej WSP lokale przy ulicy Buczka (obecnie Dmowskiego), gdzie urządzono w 1969 roku Katedry: Technologii Mechanicznej i Elektrotechniki. Zmarł w 2013 roku w Opolu i 12 czerwca 2013 został pochowany na cmentarzu w Półwsi.